# Palparinae
Palparinae is een onderfamilie van netvleugelige insecten die behoort tot de familie mierenleeuwen (Myrmeleontidae). 

## Taxonomie
Er zijn 14 geslachten, die onderstaand zijn weergegeven.
- Geslacht Crambomorphus
- Geslacht Golafrus
- Geslacht Lachlathetes
- Geslacht Negretus
- Geslacht Nosa
- Geslacht Palparellus
- Geslacht Palpares
- Geslacht Pamares
- Geslacht Pamexis
- Geslacht Pantherleon
- Geslacht Stenares
- Geslacht Tomatarella
- Geslacht Tomatares
- Geslacht Valignanus